# George Steevens
George Steevens (10 de maio de 1736 – 22 de janeiro de 1800) foi um comentarista e editor de William Shakespeare de origem britânica.

## Biografia

### Inícios
George Steevens nasceu na área de Poplar, na cidade de Londres, na Inglaterra. Seu pai era capitão e  anos mais tarde converteu-se em diretor da Companhia Britânica das Índias Orientais. Foi educado no Colégio Eton e no King’s College, Cambridge, onde estudou durante o período de 1753 a 1756. Abandonou a universidade sem nenhuma licenciatura, e estabeleceu-se nos  aposentos da Sociedade honorable de Inner Tempere, mudando-se depois a uma casa localizada na zona de Hampstead Heath, onde compilou uma valiosa biblioteca, rica em literatura da época isabelina.  Também acumulou uma grande coleção de gravados pertencentes ao artista William Hogarth, e suas anotações sobre este tema foram incorporadas no livro de John Nichols intitulado “Obras genuínas de Hogarth” (em inglês “Genuine Works of Hogarth”).
Todo dia antes das sete da manhã, ele caminhava de Hampstead a Londres, e discutia suas perguntas Shakesperianas com seu amigo, Isaac Reed, e após fazer sua rodada diária nas livrarias, voltava a Hampstead.

### Carreira profissional
Desta maneira iniciou  seu trabalho como editor de Shakespeare com reimpressões de uma edição em quarto das obras deste dramaturgo, intitulada “Vinte da obras de Shakespeare” (em inglês “Twenty of the Plays of Shakespeare de 1766). Samuel Johnson estava impressionado no trabalho de Steevens, e sugeriu-lhe a este que preparasse uma edição completa de Shakespeare.  O resultado tem sido conhecido como a edição de Johnson e Steevens, intitulada “The Works of Shakespeare with the Corrections and Illustrations of Various Commentators” (10 volumes, 1773). No entanto, as contribuições de Johnson foram mínimas.
A rápida tentativa de criar uma edição variorum (com todas as variantes de diferentes acadêmicos) foi revisada e reimprimida em 1778, e depois editada em 1785 por Reed; mas em 1793 Steevens, tinha afirmado que era um respeitável editor, sendo persuadido por sua inveja por Edmund Malone a retomar sua tarefa. O resultado definitivo de suas investigações foi oferecido numa edição de 15 volumes. Ele realizou mudanças no texto em algumas ocasiões, aparentemente com o único propósito de demonstrar que era mais hábil corretor que Malone, mas seu amplo conhecimento de literatura isabelina lhe manteve numa boa posição, e editores posteriores têm ido a suas páginas para obter bilhetes paralelos de autores contemporâneos.  Suas deficiências do ponto de vista de um criticismo puramente literário são aparentes pelo fato de que excluo os sonetos de Shakespeare e os poemas, e como ele escreveu  a mais forte ata parlamentar que podia ser formulada como a falha  em obrigar aos leitores a seu serviço.
Nos vinte anos, entre o período de 1773 e 1793 esteve comprometido inofensivamente em criticar os colegas  e em realizar piadas maliciosos sobre eles. O Doutor Johnsons, que era um de seus amigos incondicionais, declarou que a vida de Steevens se tinha convertido na de um bandido, mas que era generoso e inclusive cortês e amável com um pequeno círculo de amizades.  Ele foi um dos mais destacados em expor as falsificações de Thomas Chatterton (ou também conhecido como Thomas Rowley)  e  William Henry Ireland. Steevens escreveu um relato fictício sobre as árvores de upas de Java,  derivado de um viajante holandês, que impôs a Erasmus Darwin e enganou à  Sociedade de antiguidades de Londres com o comprimido de Canuto Hardeknut, que supostamente tinha sido escavada em Kennington, mas realmente gravada com uma inscrição anglo-saxã de sua própria invenção. Finalmente, faleceu em Hampstead em 22 de janeiro de 1800. Um monumento em sua memória criado por John Flaxman, com uma inscrição comemorando seus trabalhos Shakesperianas  foi erigido na Capela de Poplar. O catálogo de venda de sua valiosa biblioteca  está no Museu Britânico.
A edição de Shakespeare de Steevens foi reimpresa por Reed em 1803, em 21 volumes, e com anotações adicionais de Steevens. A também conhecida primeira edição variorum, foi reimpresa em 1813.